# Триумф джаза
«Триумф джаза» — международный джазовый фестиваль, проходящий в Москве и в Санкт-Петербурге. Один из крупнейших в России и известных в Европе джазовых фестивалей.
Фестиваль проводится ежегодно с 2001 года. В рамках фестиваля проводятся концерты, премьеры международных проектов, презентации новых альбомов и книг, фотовыставки. На фестивале выступают одни из самых именитых джазменов мира. 
Основатель и художественный руководитель фестиваля — Игорь Бутман.

## История
Предшественником фестиваля был «Независимый джаз-фестиваль», проведенный Игорем Бутманом в 1997 в Центральном доме художника и в 1998 в Концертном зале им. П. И. Чайковского. На том фестивале впервые совместно выступали джазмены из России и США. Среди них известные американские музыканты: гитарист Джон Аберкромби, басисты Эдди Гомез и Эссиет Эссиет, пианисты Энди ЛаВерн и Луис Шерр, барабанщики Ленни Уайт и Марк Джонсон, вокалисты Напуа Девой и Тим Стронг, вибрафонист Джо Локк; и российские: Игорь Бутман, его наставник саксофонист Геннадий Гольдштейн, валторнист Аркадий Шилклопер, вокалист Сергей Старостин, контрабасист Владимир Волков, пианисты Андрей Кондаков и Вагиф Садыхов, братья Ивановы, будущий лидер группы Tesla Boy пианист Антон Севидов.
После трехлетнего перерыва фестиваль получил поддержку благотворительного фонда «Триумф» и сменил название на «Триумф Джаза». Первый «Триумф Джаза» состоялся 27 января 2001 года в Московском Доме Кино. На первом фестивале выступали биг-бэнд Игоря Бутмана, группа «Пернатый змей», группа «Doo Bop Sound», вокалистка Мария Тарасевич, пианисты Яков Окунь, Андрей Кондаков, гитаристы Пол Болленбэк и Алексей Кузнецов, басист Алекс Ростоцкий, барабанщик Билли Кобэм.
С начала существования «Триумф Джаза» проходил в концертном зале «Россия» и клубе «Le Club». С в 2007 году и по настоящее время — в Светлановском зале Московского Международного Дома Музыки и в Клубе Игоря Бутмана на Чистых Прудах. В 2013 году концерты фестиваля начали проводиться не только в Москве, но и в Санкт-Петербурге.